# Cintéotl

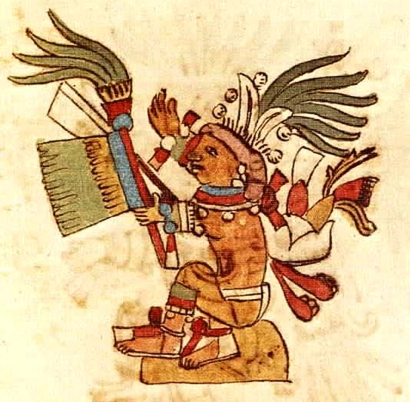
Cintéotl. Ilustración del dios del maíz

Cintéotl (del náhuatl: Sinteotl ‘sintli, mazorca del maíz seco; teotl, dios o deidad’) o Centéotl en la mitología mexica es el dios del maíz y el patrón de la ebriedad y la bebida en los rituales, es considerado en ocasiones como un dios dual, con identidad masculina y femenina. 
Su identidad masculina lleva los nombres de Cintéotl y Centeotecuhtli (tekohtli, “señor”) y su identidad femenina Chicomecóatl y Centeocíhuatl (siwatl, “mujer”). Según algunas fuentes es hijo de Xochiquétzal (diosa joven asociada a la belleza, la sexualidad y el placer, patrona de los partos, los bordadores, los tejedores, los trabajadores de plumas, los joyeros, los escultores, los artistas y artesanos) y Piltzintecuhtli (dios de los temporales). 
Otros autores afirman que Xochiquétzal era esposa de Centéotl. Tras su nacimiento se escondió bajo la tierra convirtiendo su cuerpo en varios sustentos, entre ellos el maíz. Se celebra junto a Chicomecóatl, diosa de la agricultura y las cosechas en el mes Huey tozoztli del calendario azteca. Le estaban supeditados los dioses Cinteteoh.

## Origen
Centéotl o Cintéotl, antigua deidad azteca, era considerado protector del maíz. Su nombre este conformado por centli: significa grano, y por teotl: significa dios. Su género puede ser femenino o masculino. Concebida en la celebración de Huey Tozoztli, cuarto mes del calendario azteca, su nombre deriva de centli, que se refiere al maíz seco.
Se le da este nombre porque en la cultura azteca el maíz era la principal fuente de alimento y dicha deidad se consideraba tan importante como su alimentación. Además de representar al maíz, se le considera el patrón de beber una bebida espiritual embriagante. En cuanto a la deidad femenina, también se le considera diosa de la tierra. Hijo(a) de Xochiquétzal, considerada diosa de la sexualidad, flores y belleza, y Piltzintecuhtli, dios de los temporales.

## Género
Existen varias teorías acerca de la intersexualidad de este dios, hay autores que lo describen como un varón y otros como una mujer. A la dualidad de este dios se le atribuyen varios nombres, el señor del maíz también es conocido como Centeotltecuhti y a la señora del maíz se le conoce bajo el nombre de Centeotlicihuatl, otros autores lo llaman Cintéotl en su versión masculina y Centéotl en su versión femenina, o bien, Chicomecóatl como contraparte femenina.
Existen quienes afirman que su sexo es femenino y la consideran como un conjunto de diosas, cada una con un nombre que representa las características y etapas de crecimiento del maíz en las cosechas. Algunos de esos nombres son:
- Xilonen - Significa “la espiga del maíz”, representa el inicio del crecimiento de las mazorcas de maíz, es decir, la formación del tallo.
- Llamatecihuatl - “La señora de la falda vieja”, representa la siguiente etapa de crecimiento que es cuando la mazorca seca se encuentra cubierta por hojas.
- Iztaccenteotl: “Diosa del maíz blanco”
- Tlatlauhquicenteotl: “Diosa del maíz rojo”
- Xoxouhquicenteotl: “Diosa del maíz azul”[1]

## Representación
Cintéotl es un dios joven representado con una marca que le cruza el rostro que pareciera ser una arruga y repleto de espigas de maíz. Comúnmente se le ha representado como una divinidad agrícola, una especie antropomorfa masculina. Una rana es la representación más conocida.

## Leyendas
David Tavarez cuenta en su libro The Invisible War: Indigenous Devotions, Discipline, and Dissent in Colonial Mexico, la leyenda de Centéotl en donde nace a partir de la unión de Piltzinteuctli y Xochiquétzal y se esconde debajo de la tierra. Varias plantas de la tierra provienen de partes del cuerpo de Centéotl: su cabello se convirtió en algodón, su nariz en chia, sus dedos en camotes, sus uñas en un maíz alargado, cada uno de sus ojos en diferentes semillas y otros cultivos emergieron de otras partes de su cuerpo. Por toda esta riqueza que le entregó al mundo, Centéotl era amado y fue llamado Tlazohpilli, que significa "Dios amado".
En la cultura Cohuixca, Centéotl juega un papel importante en la leyenda de Nanahuatzin, siendo el dios que lo motiva a ofrecerse como sacrificio en el volcán.

## Cultos
Centéotl era celebrado en el mes Huey tozoztli del calendario mexica de 365 días. Los plebeyos seleccionaban mazorcas de maíz de sus cultivos que posteriormente serían secadas y usadas como semillas para cultivarlas. Llevaban estas mazorcas (cintli o cantil en náhuatl) a sus casas para ofrecerlas como culto bajo el nombre de Centeotl´s iixiptla; después estas mazorcas eran depositadas en sus graneros.
En otro ritual, las mazorcas de maíz eran agrupadas en grupos de 7 y eran llevadas al templo de Chicomecóatl. Estas mazorcas representaban a Centéotl, quién se convertiría en el corazón del maíz almacenado y sería la semilla del maíz que se plantaría en el futuro.
Existe la leyenda de la existencia de un tercer ritual, que al igual que los otros se dice que era celebrado en el mes Huey tozoztli (aproximadamente abril en el calendario gregoriano). En este ritual las casas de los nahuas eran decoradas con typhas salpicadas con sangre obtenida de las extremidades de los reclusos; algunas estatuas eran también decoradas. Los miembros del ritual caminaban a los sembradíos de maíz a recolectar las mazorcas tiernas, las decoraban con flores y las depositaban en el calpulli, posteriormente se llevaba a cabo un combate. Las mujeres rendían honor a la diosa presentando el maíz de la previa cosecha, depositándolo de nuevo en los almacenes una vez acabado el ritual. Una canasta de provisiones era presentada de igual manera, contenía una rana cocinada que llevaba un grano de maíz en la espalda. La rana representaba a Chalchihuitlicue, esposa de Tláloc, quién asistía a Chicomecóatl en darle vida a las cosechas.

## Sacrificios

### Ritual totonaca
A la diosa Centéotl se le dedicaron cinco templos y era venerada tres veces: en el mes tercero, el octavo y el undécimo. La nación que más veneraciones le hacía era la de los totonacas, quienes la consideraban su principal protectora; le construyeron un templo en la cima de un monte, en donde existían sacerdotes exclusivos para su culto. La respetaban y veneraban de esta manera porque creían que no le interesaban los sacrificios humanos, sino los sacrificios de animales tales como tórtolas, codornices, conejos, entre otros. La otra razón era que se sentían protegidos por ella ante otras deidades, las cuales si pedían sacrificios humanos.

### Ritual azteca
Los aztecas hacían sus rituales de diferente manera, contrario a lo que los totonacas creían, se iban por el lado de los sacrificios humanos. Sus sacrificios sólo iban dirigidos a los dioses que consideraban más importantes, Centéotl era uno de ellos. Los sacrificios se caracterizaban por la crueldad y lo sangriento, consideraban que mientras más sangrienta la muerte, mucho mejor. Consistían desde descuartizar el pecho de la víctima, ahogarlos en un Cenote o encerrarlos en cavernas hasta que murieran de hambre. El sacrificio más común se hacía en el templo mayor, en el cual, llevaban a las víctimas hacia el altar, localizado en el atrio superior, que era destinado a la inmolación. El ritual era presenciado por cinco sacerdotes. El rey-sacerdote, quién era el que encabezaba el sacrificio, tenía que vestir una túnica color rojo y los demás sacerdotes tenían que vestir de negro. Las víctimas tenían que ser los más jóvenes, los más bellos, los de mejor salud y los prisioneros; eran vestidos con adornos florales perfumados para enseguida pasar al sacrificio.[cita requerida]

### El sacrificio de la danzante
Uno de los ceremoniales más importantes era el "Xalaquia", que significa "Ella que es vestida con la arena"; duraba del 28 de junio al 14 de julio. Las mujeres portaban el cabello suelto y lo sacudían para que mágicamente el maíz creciera largo de igual manera. Consumían harina de chía y comían maíz e interpretaban distintos bailes en el topan. La principal figura de la Xalaquia era una esclava con el rostro pintado de rojo y amarillo que representan los colores del maíz. Para tomar ese rol, previamente había sido educada en escuelas de baile. Bailaba durante todo el ritual, más avanzada la noche era acompañada por las mujeres del pueblo, quienes la rodeaban y cantaban rezos. Al amanecer se unían al baile los líderes, bailando la danza de la muerte. El pueblo al completo se acercaba entonces hasta el teocalli (pirámide de sacrificio), donde la esclava era desnudada y atravesada con un cuchillo para extraerle el corazón mientras aún latía. Con este ritual se veneraba a este dios con la esperanza de que reviviera y con él, el maíz.